# Échange de clés Diffie-Hellman
Pour les articles homonymes, voir Échange de clés Diffie-Hellman basé sur les courbes elliptiques.
En cryptographie, l'échange de clés Diffie-Hellman, du nom de ses auteurs Whitfield Diffie et Martin Hellman, est une méthode, publiée en 1976, par laquelle deux agents, nommés par convention Alice et Bob, peuvent se mettre d'accord sur un nombre (qu'ils peuvent utiliser comme clé pour chiffrer la conversation suivante) sans qu'un troisième agent appelé Ève puisse découvrir le nombre, même en ayant écouté tous leurs échanges. Cette idée valut en 2015 aux deux auteurs le prix Turing.

## Principe

Illustration conceptuelle d'un échange de clés Diffie-Hellman

### Principe expliqué avec des couleurs
Donnons d'abord une explication intuitive en faisant une analogie avec des couleurs. L'objectif est qu'Alice et Bob se mettent d'accord sur une couleur secrète, sans qu'Ève ne puisse la connaître. Cette explication est imagée et n'a pas de sens pratique, mais permet de comprendre l'essence de l'échange de clés Diffie-Hellman. On suppose que les agents peuvent mélanger des couleurs, mais qu'il est difficile (notamment pour Ève !) d'extraire les couleurs utilisées pour réaliser un mélange. Le principe est le suivant.
1. Alice et Bob choisissent au préalable une peinture commune, ici le jaune. Cette couleur est connue de tous, y compris de l'intrus Ève.
2. Alice choisit une autre couleur secrète (ici du rouge). Elle mélange la peinture commune et sa couleur secrète et obtient de l'orange. Alice envoie la couleur orange à Bob. La couleur orange est connue d'Ève.
3. Bob fait de même : il choisit une couleur secrète (ici du cyan) qu'il mélange à la peinture commune et il obtient du bleu. Bob envoie sa couleur bleu à Alice. La couleur bleue est connue d'Ève.
4. Alice prend la couleur reçue (le bleu) qu'elle mélange avec sa couleur secrète rouge. Elle obtient une couleur brune.
5. Bob prend la couleur reçue (le orange) qu'il mélange avec sa couleur secrète cyan. Il obtient la même couleur brune.

À la fin du protocole, Alice et Bob possèdent la même couleur brune, qui représente la couleur secrète partagée. En supposant qu'il est difficile pour Ève d'extraire les couleurs utilisées pour obtenir les couleurs publiques orange et bleue, Ève ne connaît pas la couleur brune finale.
Dans le principe original décrit plus bas, un nombre premier p est choisi. Les « couleurs » sont des nombres modulo p. Le mélange de deux couleurs consiste à élever un nombre à une certaine puissance modulo p. Retrouver les couleurs utilisées dans un mélange correspond à inverser l'exponentiation, qui est un problème algorithmique difficile.

### Principe original

Principe d'un échange de clés Diffie-Hellman (le groupe choisi est ici Z/pZ)

Nous décrivons le principe original.
1. Alice  et Bob ont choisi un nombre premier {\displaystyle p} et un générateur {\displaystyle g} du groupe Z/pZ strictement plus petit que {\displaystyle p} (ils peuvent aussi, comme montré sur la figure, ne décider de ce choix qu'au moment de l'échange et se le communiquer en clair, ce qui n'améliore pas les chances d'Ève) ;
2. Alice choisit un nombre {\displaystyle a} au hasard, et envoie à Bob le nombre {\displaystyle A=g^{a}[p]} (« g puissance a modulo p ») ;
3. De même, Bob choisit un nombre {\displaystyle b} au hasard, et transmet le nombre {\displaystyle B=g^{b}[p]} ;
4. Alice, avec le nombre {\displaystyle B} reçu de Bob, calcule {\displaystyle B^{a}[p]}. Elle obtient donc le nombre {\displaystyle g^{ba}[p]} ;
5. Bob fait le calcul analogue avec le nombre {\displaystyle A} reçu d'Alice : {\displaystyle A^{b}[p]}. Il obtient {\displaystyle g^{ab}[p]}, ce qui est le même nombre que celui obtenu par Alice.

À la fin du protocole, Alice et Bob obtiennent tous les deux le nombre {\displaystyle g^{ab}[p]} mais pas Ève. Puisqu'il est difficile d'inverser l'exponentiation dans un corps fini (ou sur une courbe elliptique), c’est-à-dire de calculer le logarithme discret, Ève ne peut pas découvrir ni calculer {\displaystyle g^{ab}[p]}. Alice et Bob ont donc trouvé une clé secrète commune sans jamais se l'échanger et sans que personne puisse la calculer.
Dans la description ci-dessus, Alice et Bob travaillent dans le corps fini Z/pZ, ils échangeront les nombres modulo p. De manière générale, l'échange de clés Diffie-Hellman se généralise à un groupe fini cyclique quelconque (au lieu de se mettre d'accord sur un nombre premier p, ils se mettent d'accord sur un groupe fini). Ce groupe fini peut être un corps fini, dont ils n'utilisent que la multiplication, ou une courbe elliptique.

### Exemple
| Alice  | Alice                                                | Alice    |
| Secret | Calcul                                               | Public   |
| ------ | ---------------------------------------------------- | -------- |
|        |                                                      | p, g     |
| a      |                                                      |          |
|        | {\displaystyle A=g^{a}[p]}                           | A        |
|        |                                                      | (reçoit) |
|        | {\displaystyle B^{a}[p]=(g^{b}[p])^{a}[p]=g^{ab}[p]} |          |

| Bob      | Bob                                                  | Bob    |
| Public   | Calcul                                               | Secret |
| -------- | ---------------------------------------------------- | ------ |
| p, g     |                                                      |        |
|          |                                                      | b      |
| (reçoit) |                                                      |        |
| B        | {\displaystyle B=g^{b}[p]}                           |        |
|          | {\displaystyle A^{b}[p]=(g^{a}[p])^{b}[p]=g^{ab}[p]} |        |

1. Alice et Bob ont choisi un nombre premier p et une base g. Dans notre exemple, {\displaystyle p=23} et {\displaystyle g=5}.
2. Alice choisit un nombre secret {\displaystyle a=6}, Bob choisit aussi un nombre secret {\displaystyle b=15}
3. Alice envoie à Bob la valeur {\displaystyle A=g^{a}[p]=5^{6}[23]=8}
4. Bob envoie à Alice la valeur {\displaystyle B=g^{b}[p]=5^{15}[23]=19}
5. Alice peut maintenant calculer la clé secrète : {\displaystyle B^{a}[p]=19^{6}[23]=2}
6. Bob fait de même et obtient la même clé qu'Alice : {\displaystyle A^{b}[p]=8^{15}[23]=2}

Dans la pratique, on pourra prendre un premier p de Sophie Germain (tel que q = 2p + 1 premier lui aussi) de grande taille et un générateur g dans Z/pZ (g est donc premier avec p-1).

## Fondement mathématique

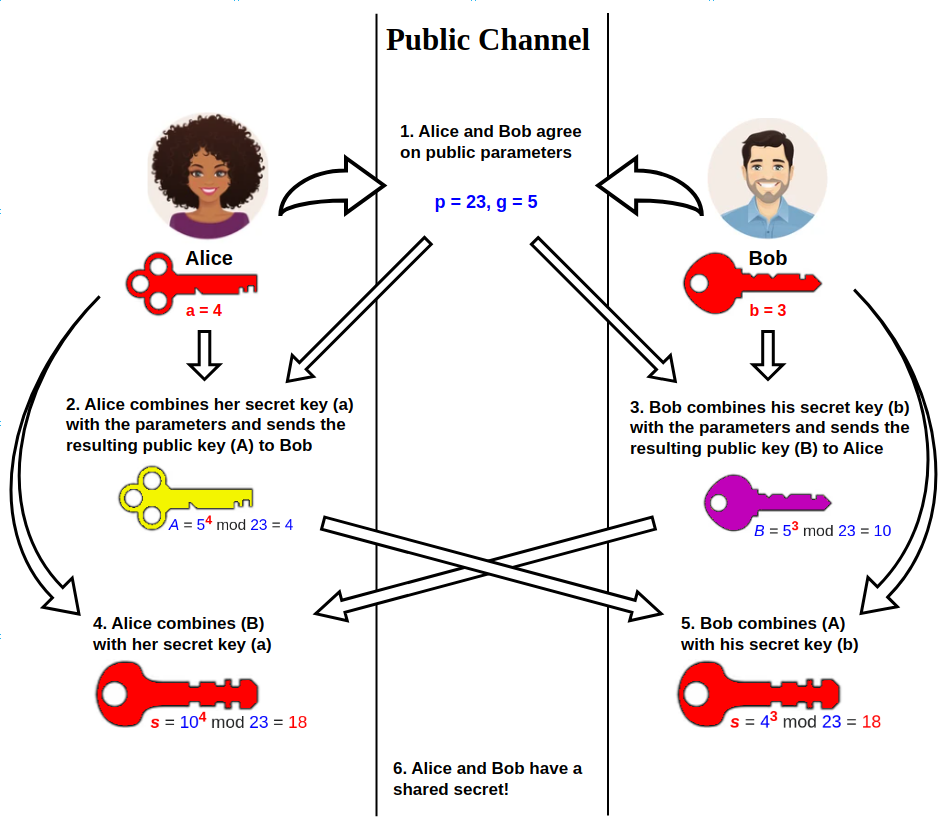
Algorithme d'échange de clés Diffie-Hellman décrit sous forme visuelle.

La méthode utilise la notion de groupe, par exemple le groupe multiplicatif des entiers modulo p, où p est un nombre premier : dans ce cas, les opérations mathématiques (multiplication, puissance, division) sont effectuées modulo p, c'est-à-dire en ne conservant que le reste de la division euclidienne par p. La commutativité de la multiplication des entiers impliquant que (gb)a = g(ba) = g(ab) = (ga)b, les deux parties obtiennent bel et bien la même clé secrète.
La sécurité de ce protocole réside dans la difficulté du problème du logarithme discret : pour que Ève retrouve gab à partir de ga et gb, elle doit élever l'un ou l'autre à la puissance b ou à la puissance a respectivement. Mais déduire a (resp. b) de ga (resp. gb) est un problème que l'on ne sait pas résoudre efficacement dans le cas général. Ève est donc dans l'impossibilité (calculatoire) de déduire des seules informations ga, gb, g et p, la valeur de gab .
Il faut toutefois que le groupe de départ soit bien choisi et que les nombres utilisés soient suffisamment grands, pour éviter par exemple une attaque par recherche exhaustive. À l'heure actuelle, on utilise généralement des nombres premiers p de taille 2048 bits (de l'ordre de 600 chiffres en écriture décimale), pour lesquels la résolution du logarithme discret n'est pas considérée comme réalisable. Si une solution pratique pour résoudre un logarithme discret venait à apparaître, d'autres systèmes cryptographiques pourraient tomber, notamment le système de ElGamal, qui repose sur le même principe.

## L'attaque de l'homme du milieu
Ce protocole est vulnérable à « l'attaque de l'homme du milieu », qui implique un attaquant capable de lire et de modifier tous les messages échangés entre Alice et Bob et le fait qu'Alice ne s'assure pas qu'elle parle effectivement à Bob ainsi que le fait que Bob ne s'assure pas qu'il parle effectivement à Alice (absence d'authentification).
Cette attaque repose sur l'interception de ga  et gb, ce qui est faisable puisqu'ils sont échangés en clair ; l'élément g est connu par tous les agents. Pour retrouver les nombres a et b et ainsi casser complètement l'échange, il faudrait calculer le logarithme discret de ga  et gb, ce qui est impossible en pratique.
Mais un attaquant peut se placer entre Alice et Bob, intercepter la clé ga envoyée par Alice et envoyer à Bob une autre clé ga', se faisant passer pour Alice.
De même, il peut remplacer la clé gb envoyée par Bob à Alice par une clé gb', se faisant passer pour Bob.
L'attaquant communique ainsi avec Alice en utilisant la clé partagée gab' et communique avec Bob en utilisant la clé partagée ga'b, Alice et Bob croient communiquer directement. C'est ce que l'on appelle « attaque de l'homme au milieu ».
Alice et Bob croient ainsi avoir échangé une clé secrète alors qu'en réalité ils ont chacun échangé une clé secrète avec l'attaquant, l'homme au milieu.

### Solution
La parade classique à cette attaque intègre dans chaque message une authentification, qui peut, par exemple consister à signer les échanges de valeurs à l'aide d'une paire de clés asymétriques certifiées par une tierce partie fiable, ou dont les moitiés publiques ont été échangées auparavant par les deux participants. Alice peut ainsi être assurée que la clé qu'elle reçoit provient effectivement de Bob, et réciproquement pour Bob.